# 西埴生川
西埴生川（にしはぶがわ）は、京都府南丹市園部町埴生から園部町南八田までを流れる淀川五次支流の普通河川である。

## 地理
西埴生川は園部町埴生の西埴生集落の谷を出て北西に流れ、篠山街道と国道372号の下をくぐり、園部町南八田空石にある大山祇神社
近くで八田川右岸に流入する。
両岸は舗装されているが、川底は未整備の区間が多く岩石が露出しており、水質階級I（きれいな水）の指標生物であるサワガニや、水質階級II（ややきれいな水）のカワニナ類、ゲンジボタルなどが生息している。

## 流域の村
南丹市
- 園部町
  - 西本梅地域
    - 埴生
    - 南八田

## 流域にあるため池
- 西埴生1号池 – 管理者：西埴生町委員会
- 西埴生2号池 – 管理者：西埴生町委員会

## 流域にある施設
- 西光寺
- 南丹市立園部埴生文化センター
- 農事組合法人西埴生組合 事務所・倉庫
- 農事組合法人西埴生組合 ライスセンター
- あかまつの丘西本梅（旧南丹市立西本梅小学校）
- 長生園 第2デイサービスセンター

## 流域にある史跡
- 佐々谷萬吉碑と名号石